# Mimosa ophthalmocentra
Mimosa ophthalmocentra Mart. ex Benth., 1875, chiamata anche Jurema rossa, è una pianta sempreverde appartenente alla famiglia delle Fabacee originaria del Brasile.

## Descrizione
Spesso viene confusa con M. tenuiflora, ma si differenzia da quest'ultima per la presenza di 4-6 pinne delle foglie.
Si presenta come un piccolo albero o arbusto alto dai 3 ai 5 metri. I fiori hanno petali bianchi giallastri e uno stame bianco. Il frutto è verde, a volte rosso o porpora, piatto, lungo circa 8 cm e largo circa 1 cm.
Il fusto cresce fino a circa 20 cm di diametro.

## Proprietà psicoattive
La corteccia contiene elevate percentuali di DMT, raggiungendo l’1,6% del peso secco. Questa pianta risulta l’essere vivente che ne produce di più in assoluto.

## Usi
Per via delle sue proprietà può essere usata nella bevanda ayahuasca, oppure, una volta essiccata, se ne può estrarre il principio attivo.